# Colias chippewa
Colias chippewa é uma borboleta da família Pieridae encontrada na América do Norte e no nordeste da Ásia. A sua área inclui o Alasca e todo o norte do Canadá, incluindo todos os territórios, e tanto a leste como Labrador e no Extremo Oriente Russo.
O seu período de voo é de meados de junho até o início de agosto.
A sua envergadura é de 32 a 45 mm.
As larvas alimentam-se de Vaccinium uliginosum e Vaccinium caespitosum.